# Exilisia pseudoplacida
Exilisia pseudoplacida är en fjärilsart som beskrevs av De Toulgoët 1958. Exilisia pseudoplacida ingår i släktet Exilisia och familjen björnspinnare. Inga underarter finns listade i Catalogue of Life.